# Institut pro restorativní justici
Institut pro restorativní justici, z. s., je nezisková organizace založená v roce 2019 v Praze, která usiluje o širší zapojení restorativní justice v českém trestním právu i právu obecně. Založen byl Petrou Masopust Šachovou, Adélou Hořejší a Veronikou Žáčkovou v rámci realizace projektu Restorative Justice: Strategies for Change.

## Činnost
Účelem Institutu pro restorativní justici je prostřednictvím podpory systémových změn a komunikace se širokou i odbornou veřejností:
- prosazovat myšlenky a principy restorativní justice jak v trestním řízení, tak v širší občanské společnosti,
- vytvářet a provozovat restorativní programy ve smyslu § 39 odst. 1 písm. b) zákona č. 45/2013 Sb., o obětech trestných činů,
- vytvářet a provozovat další programy sloužící k řešení konfliktů mezi jednotlivci a skupinami obyvatel,
- poskytovat služby, pomoc a poradenství pro oběti a pachatele trestných činů, dále pro organizace a instituce pomáhající obětem, pachatelům a jejich rodinám,[5]
- nabízet vzdělávací a osvětové aktivity na téma restorativní justice jak pro odbornou, tak širší veřejnost.

Institut pro restorativní justici se zasazuje o rozvoj restorativní justice v české trestně právní oblasti. Zaměřuje se na prosazování restorativních principů v trestním řízení, zavádění restorativních programů v praxi a osvětu a vzdělávání v dané oblasti.
V letech 2021 až 2023 organizoval Institut pro restorativní justici Restorativní platformu. Účast na ní nabízí odborníkům působícím v oblasti trestní justice příležitost vlastního profesního rozvoje, aktivní participace na proměně trestního řízení v České republice za podpory dalších českých i zahraničních expertů a získání vlastní dovednosti v zapojení restorativní perspektivy do své každodenní pracovní činnosti.